# Предсказания общей теории относительности
Общая теория относительности предсказывает множество эффектов. В первую очередь, для слабых гравитационных полей и медленно движущихся тел она воспроизводит предсказания ньютоновой теории тяготения, как это должно быть согласно принципу соответствия. Специфически отличающие её эффекты проявляются в сильных полях (например, в компактных астрофизических объектах) и/или для релятивистски движущихся тел и объектов (например, отклонение света). В случае слабых полей общая теория относительности предсказывает только слабые поправочные эффекты, которые, однако, уже промерены в случае Солнечной системы до точности в доли процента и рутинным образом учитываются в программах космической навигации и сведения астрономических наблюдений.

## Эффекты, связанные с ускорением систем отсчёта
Впервые влияние ускорения на системы отсчёта было описано Альбертом Эйнштейном ещё в 1907 году в рамках специальной теории относительности. Таким образом, некоторые из описываемых ниже эффектов присутствуют и в ней, а не только в ОТО. (Однако их полное описание, согласующееся с экспериментом, возможно только в рамках общей теории относительности; например, отклонение луча света в гравитационном поле, вычисленное в рамках СТО, даёт вдвое меньший результат, чем в ОТО и в наблюдениях.)
Первый из этих эффектов — гравитационное замедление времени, из-за которого любые часы будут идти тем медленнее, чем глубже в гравитационной яме (ближе к гравитирующему телу) они находятся. Данный эффект был непосредственно подтверждён в эксперименте Хафеле — Китинга и учитывается в системах спутниковой навигации (GPS, ГЛОНАСС, Галилео). Отсутствие такого учёта привело бы к уходу на десятки микросекунд в сутки (то есть к потере точности позиционирования, измеряемой километрами в день).
Непосредственно связанный с этим эффект — гравитационное красное смещение света. Под этим эффектом понимают уменьшение частоты света относительно локальных часов (соответственно, смещение линий спектра к красному концу спектра относительно локальных масштабов) при распространении света из гравитационной ямы наружу (из области с меньшим гравитационным потенциалом в область с большим потенциалом). Гравитационное красное смещение было обнаружено в спектрах звёзд и Солнца и надёжно подтверждено в эксперименте Паунда и Ребки.
Гравитационное замедление времени влечёт за собой ещё один эффект, названный эффектом Шапиро (также известный как гравитационная задержка сигнала). Из-за этого эффекта в поле тяготения электромагнитные сигналы идут дольше, чем в отсутствие этого поля. Данное явление было обнаружено при радиолокации планет Солнечной системы, при связи с космическими аппаратами, проходящими позади Солнца, а также при наблюдении сигналов от двойных пульсаров.

## Гравитационное отклонение света

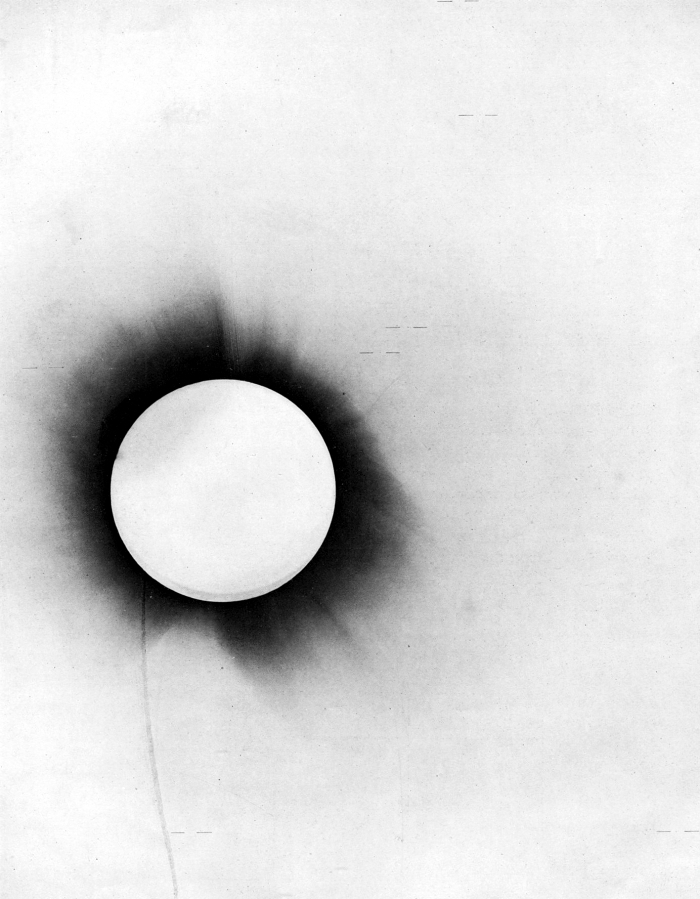
Самая известная ранняя проверка ОТО стала возможна благодаря полному солнечному затмению 1919 года. Артур Эддингтон показал, что свет от звезды искривлялся вблизи Солнца в соответствии с предсказаниями ОТО

Искривление пути света происходит в любой ускоренной системе отсчёта. Детальный вид наблюдаемой траектории и гравитационные эффекты линзирования зависят, тем не менее, от кривизны пространства-времени. Эйнштейн впервые вычислил отклонение луча света в гравитационном поле в 1907 году, оставаясь в рамках СТО и применив локальный принцип эквивалентности; кривизна траекторий оказалась такой же, какая предсказывалась классической механикой для частиц, движущихся со скоростью света. Лишь в 1916 году Эйнштейн обнаружил, что угловой сдвиг направления распространения света в ОТО в два раза больше, чем в ньютоновской теории. Таким образом, это предсказание стало ещё одним способом проверки ОТО.
С 1919 года данное явление было подтверждено астрономическими наблюдениями звёзд в процессе затмений Солнца, а также радиоинтерферометрическими наблюдениями квазаров, проходящих вблизи Солнца во время его пути по эклиптике.
Под действием огромной массы Солнца вид небесной сферы искажается не только вблизи него, но и на больших угловых удалениях, хотя и в меньшей степени. Точные астрометрические наблюдения положений звёзд спутником Hipparcos подтвердили эффект. Спутник выполнил 3,5 млн измерений положения звёзд с типичной погрешностью 3 тысячных угловой секунды (миллиарксекунды, mas). При измерениях с такой точностью становится существенным даже гравитационное отклонение Солнцем света звезды, отстоящей на небесной сфере на 90° от Солнца; в таком «квадратурном» положении это отклонение равно 4,07 mas. Вследствие годового движения Солнца по небесной сфере отклонения звёзд меняются, что позволяет исследовать зависимость отклонения от взаимного положения Солнца и звезды. Среднеквадратичная погрешность измеренного гравитационного отклонения, усреднённого по всем измерениям, составила 0,0016 mas, хотя систематические погрешности ухудшают точность, с которой измерения согласуются с предсказаниями ОТО, до 0,3 %.
Гравитационное линзирование происходит, когда один отдалённый массивный объект находится вблизи или непосредственно на линии, соединяющей наблюдателя с другим объектом, намного более удалённым. В этом случае искривление траектории света более близкой массой приводит к искажению формы удалённого объекта, которое при малом разрешении наблюдения приводит, в основном, к увеличению совокупной яркости удалённого объекта, поэтому данное явление было названо линзированием. Первым примером гравитационного линзирования было получение в 1979 году двух близких изображений одного и того же квазара QSO 0957+16 A, B (z = 1,4) английскими астрономами Д. Уолшем и др. «Когда выяснилось, что оба квазара изменяют свой блеск в унисон, астрономы поняли, что в действительности это два изображения одного квазара, обязанные эффекту гравитационной линзы. Вскоре нашли и саму линзу — далёкую галактику (z=0,36), лежащую между Землей и квазаром». С тех пор было найдено много других примеров отдалённых галактик и квазаров, затрагиваемых гравитационным линзированием. Например, известен так называемый Крест Эйнштейна, когда галактика учетверяет изображение далёкого квазара в виде креста.
Специальный тип гравитационного линзирования называется кольцом или дугой Эйнштейна. Кольцо Эйнштейна возникает, когда наблюдаемый объект находится непосредственно позади другого объекта со сферически-симметричным полем тяготения. В этом случае свет от более отдалённого объекта наблюдается как кольцо вокруг более близкого объекта. Если удалённый объект будет немного смещён в одну сторону и/или поле тяготения не сферически-симметричное, то вместо этого появятся частичные кольца, называемые дугами.
Наконец, у любой звезды может увеличиваться яркость, когда перед ней проходит компактный массивный объект. В этом случае увеличенные и искажённые из-за гравитационного отклонения света изображения дальней звезды не могут быть разрешены (они находятся слишком близко друг к другу) и наблюдается просто повышение яркости звезды. Этот эффект называют микролинзированием, и он наблюдается теперь регулярно в рамках проектов, изучающих невидимые тела нашей Галактики по гравитационному микролинзированию света от звёзд — МАСНО, EROS и другие.

## Чёрные дыры

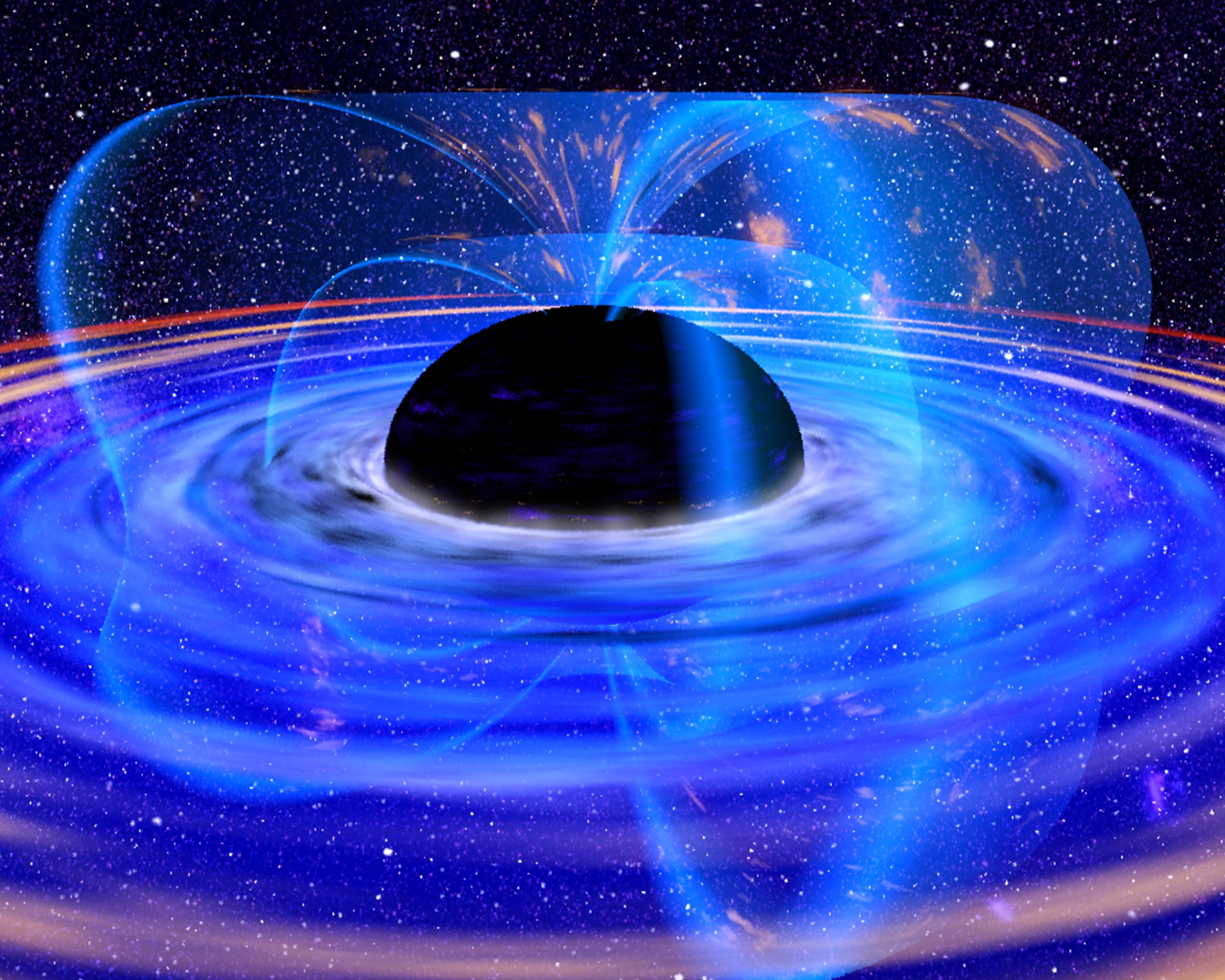
Рисунок художника: аккреционный диск горячей плазмы, вращающийся вокруг чёрной дыры

Чёрная дыра — область, ограниченная так называемым горизонтом событий, которую не может покинуть ни материя, ни информация. Предполагается, что такие области могут образовываться, в частности, как результат коллапса массивных звёзд. Поскольку материя может попадать в чёрную дыру (например, из межзвёздной среды), но не может её покидать, масса чёрной дыры со временем может только возрастать.
Стивен Хокинг, тем не менее, показал, что чёрные дыры могут терять массу за счёт излучения, названного излучением Хокинга. Излучение Хокинга представляет собой квантовый эффект, который не нарушает классическую ОТО.
Известно много кандидатов в чёрные дыры, в частности сверхмассивный объект, связанный с радиоисточником Стрелец A* в центре нашей Галактики. Большинство учёных убеждены, что наблюдаемые астрономические явления, связанные с этим и другими подобными объектами, надёжно подтверждают существование чёрных дыр, однако существуют и другие объяснения: например, вместо чёрных дыр предлагаются бозонные звёзды и другие экзотические объекты.

## Орбитальные эффекты
ОТО корректирует предсказания ньютоновской теории небесной механики относительно динамики гравитационно связанных систем: Солнечная система, двойные звёзды и т. д.
Первый эффект ОТО заключался в том, что перигелии всех планетных орбит будут прецессировать, поскольку гравитационный потенциал Ньютона будет иметь малую добавку, приводящую к формированию незамкнутых орбит. Это предсказание было первым подтверждением ОТО, поскольку величина прецессии, выведенная Эйнштейном в 1916 году, полностью совпала с аномальной прецессией перигелия Меркурия. Таким образом была решена известная в то время проблема небесной механики.
Позже релятивистская прецессия перигелия наблюдалась также у Венеры, Земли, и как более сильный эффект в системе пульсара в двойной системе. За открытие первого двойного пульсара PSR B1913+16 в 1974 году и исследования эволюции его орбитального движения, в которой проявляются релятивистские эффекты, Р. Халс и Д. Тейлор в 1993 году получили Нобелевскую премию по физике.
Другой эффект — изменение орбиты, связанное с гравитационным излучением двойной (и более кратной) системы тел. Этот эффект наблюдается в системах с близко расположенными звёздами и заключается в уменьшении периода обращения. Он играет важную роль в эволюции близких двойных и кратных звёзд. Эффект впервые наблюдался в вышеупомянутой системе PSR B1913+16 и с точностью до 0,2 % совпал с предсказаниями ОТО.
Ещё один эффект — геодезическая прецессия. Она представляет собой прецессию полюсов вращающегося объекта в силу эффектов параллельного перенесения в криволинейном пространстве-времени. Данный эффект отсутствует в ньютоновской теории тяготения. Предсказание геодезической прецессии было проверено в эксперименте с зондом НАСА «Грэвити Проуб Би» (Gravity Probe B). Руководитель исследований данных, полученных зондом, Фрэнсис Эверитт на пленарном заседании Американского физического общества 14 апреля 2007 года заявил о том, что анализ данных гироскопов позволил подтвердить предсказанную Эйнштейном геодезическую прецессию с точностью лучше 1 %. В мае 2011 опубликованы окончательные итоги обработки этих данных: геодезическая прецессия составляла −6601,8 ± 18,3 миллисекунды дуги (mas) в год, что в пределах погрешности эксперимента совпадает с предсказанным ОТО значением −6606,1 mas/год. Этот эффект ранее был проверен также наблюдениями сдвига орбит геодезических спутников LAGEOS и LAGEOS-2 и поворота оси вращения пульсара PSR B1913+16; в пределах погрешностей отклонения от теоретических предсказаний ОТО не выявлены.

## Увлечение инерциальных систем отсчёта
Увлечение инерциальных систем отсчёта вращающимся телом заключается в том, что вращающийся массивный объект «тянет» пространство-время в направлении своего вращения: удалённый наблюдатель в покое относительно центра масс вращающегося тела обнаружит, что самыми быстрыми часами, то есть покоящимися относительно локально-инерциальной системы отсчёта, на фиксированном расстоянии от объекта являются часы, имеющие компоненту движения вокруг вращающегося объекта в направлении вращения, а не те, которые находятся в покое относительно наблюдателя, как это происходит для невращающегося массивного объекта. Точно так же удалённым наблюдателем будет установлено, что свет двигается быстрее в направлении вращения объекта, чем против его вращения. Увлечение инерциальных систем отсчёта также вызовет изменение ориентации гироскопа во времени. Для космического корабля на полярной орбите направление этого эффекта перпендикулярно геодезической прецессии, упомянутой выше.
Поскольку эффект увлечения инерциальных систем отсчёта в 170 раз слабее эффекта геодезической прецессии, стэнфордские учёные в течение 5 лет извлекали его «отпечатки» из информации, полученной на специально запущенном с целью измерения этого эффекта спутнике «Грэвити Проуб Би» (Gravity Probe B). В мае 2011 г. были объявлены окончательные итоги миссии: измеренная величина увлечения составила −37,2 ± 7,2 миллисекунды дуги (mas) в год, что в пределах точности совпадает с предсказанием ОТО: −39,2 mas/год.

## Другие предсказания
- Эквивалентность инерционной и гравитационной массы: следствие того, что свободное падение — движение по инерции.
  - Принцип эквивалентности: даже самогравитирующий объект отзовётся на внешнее поле тяготения в той же мере, что и тестовая частица (нарушается в альтернативных теориях гравитации).
- Гравитационные волны: орбитальное движение любых гравитационно связанных систем (в частности, тесных пар компактных звёзд — белых карликов, нейтронных звёзд, чёрных дыр), а также процессы слияния нейтронных звёзд и/или чёрных дыр, как ожидается, должны сопровождаться излучением гравитационных волн.
  - Имеются косвенные доказательства существования гравитационного излучения в виде измерений темпа потери энергии орбитального вращения двойных пульсаров. Эффект впервые наблюдался в вышеупомянутой системе PSR B1913+16 и с точностью до 0,2 % совпал с предсказаниями ОТО.
  - Слияние двойных пульсаров и других пар компактных звёзд создаёт гравитационные волны, достаточно сильные, чтобы наблюдаться на Земле. На 2018 год существует (или планируется в ближайшее время к постройке) несколько гравитационных телескопов для наблюдения подобных волн. Непосредственная регистрация гравитационных волн — сигнал слияния двух чёрных дыр звёздной массы с амплитудой в максимуме около 10−21 — произошла впервые 14 сентября 2015 года. На октябрь 2017 года обнаружены пять таких событий (и одно событие-кандидат), эти события впервые предоставили возможность непосредственной проверки ОТО в сильных полях.[27]
  - Только изменение квадрупольного момента или более высоких мультипольных моментов распределения масс системы приводит к гравитационному излучению. Дипольное и монопольное[28] гравитационное излучения запрещены в соответствии с предсказаниями ОТО[29].